# Compsophorus insuetus
Compsophorus insuetus är en stekelart som först beskrevs av Tosquinet 1896.  Compsophorus insuetus ingår i släktet Compsophorus och familjen brokparasitsteklar. Inga underarter finns listade i Catalogue of Life.